# Stará Ľubovňa
Stará Ľubovňa (německy Lublau/Altlublau, maďarsky Ólubló, polsky Lubowla) je město na severovýchodním Slovensku, v regionu Spiš. Ve městě je památková zóna.  Žije zde přibližně 16 tisíc obyvatel.

## Poloha
Město se rozprostírá v Ľubovnianské kotlině, pod výběžkem Ľubovnianské vrchoviny na soutoku řeky Poprad s Jakubiankou. Leží východně od Vysokých Tater, 15 km jižně od polských hranic. Nejbližší obcí je sousední Nová Ľubovňa, která leží v těsné blízkosti města. Nejbližším městem je Podolínec (15 km). Poprad je vzdálený 49 km jihozápadně, Prešov 62 km jihovýchodně a Nowy Sącz v Polsku 50 km severně. Městem prochází silnice I/68 (Prešov – Nowy Sącz) a I/77 (Poprad – Bardejov), dále železniční trať Poprad – Plaveč.

## Ulice
Na území města Stará Ľubovňa je v současnosti (2019) 33 ulic a dvě náměstí:
Bernolákova, Budovateľská, Duklianskych hrdinov, Farbiarska, Garbiarska, Hviezdoslavova, Janka Kráľa, Jarmočná, Komenského, Letná, Levočská, Lipová, Mierová, Mýtna, Námestie generála Štefánika, Námestie svätého Mikuláša, Obchodná, Obrancov mieru, Okružná, Popradská, Prešovská, Sládkovičova, SNP, Štúrova, Tatranská, Tehelná, Továrenská, Vansovej, Vsetínska, Za vodou, Zámocká, Zamoyského, Zimná, 1. mája, 17. novembra.

## Historie
Území města bylo osídlené již ve starší době kamenné. První písemná zmínka o městě je z roku 1292. Historické náměstí v Staré Ľubovni bylo vymezeno v 13. století. Nejvýznamnnější privilegia S. Ľubovňa dostala v roce 1364 od uherského krále Ludvíka I., který S. Ľubovňu povýšil na svobodné královské město s právem meče a vyňal ji z jurisdikce hradu Ľubovňa. Občané města získali výhody tzv. magdeburského práva, tj. mohli si volit rychtáře, městskou radu, konat výroční trhy, čepovat pivo, lovit ryby a soudit svoje občany. Mimo to občané města byli osvobození od některých dávek a daní.
Rozmach města pokračoval i po roce 1412, kdy bylo zařazeno mezi 16 spišských měst daných do zástavy polské koruně Zikmundem Lucemburským. Když se hrad Ľubovňa stal sídlem starosty zálohovaného území, ve městě se odehrálo mnoho uhersko-polských diplomatických jednání o vrácení zálohy. Možnost poskytování služeb obyvatelům a hostům hradu povznesla úroveň místních cechů. Nebývalý rozkvět prožívali tkalci, obuvníci, krejčí, kožešníci a řezníci. V letech zálohy prosperovaly zejména obchodníci a kupci, kteří se mohli realizovat na sedmi výročních trzích. Na jeho sklonku ve městě pracovala mincovna, což je také znak hospodářského a společenského rozmachu města. Toto období dějin města zachycuje historický román Joža Nižňanského Spišské tajemství. Návrat spišských měst do Uher v roce 1772 v období panování Marie Terezie Staré Ľubovni velmi neprospěl, protože město ztratilo své výsadní postavení.

### Názvy města
- 1311 castrum Liblou
- 1312 castrum de Lyblio, de Lublow
- 1314 castrum Lyblyó
- 1322 arx Lublow

## Muzea
- Ľubovniansky hrad, zachovaný hrad z 13. století. V 16. a 17. století byl přestavěn. Dnes v něm sídlí vlastivědné muzeum
- Ľubovniansky skanzen, jehož součástí je i dřevěná řeckokatolická cerkev z roku 1833 zasvěcená sv. archandělu Michalovi, která se nachází ve skanzenu poblíž Ľubovňanského hradu, kam byla v roce 1975 přestěhována z Matysové
- Galerie Provinčný dom
- Dům ľubovnianskeho měšťana
- Středověký vojenský tábor[9]

## Významní rodáci
- Ladislav Burket (1855–1933), entomolog, spoluzakladatel a první ředitel lesnických škol v Písku
- Eduard Friš (1912–1978), historik a politik
- Ján Melkovič (1939–2004), hudební skladatel a herec
- Eva Repková (* 1975), šachová velmistryně
- Jozef Pantaleón Roškovský (1734–1789), varhaník, hudební skladatel a hudební teoretik
- Miroslav Žáčok (* 1976), sochař

## Partnerská města
- Bački Petrovac, Srbsko
- Biograd na Moru, Chorvatsko
- Nowy Sącz, Polsko
- Svaljava, Ukrajina
- Balčik, Bulharsko
- North Augusta (South Carolina), United States
- Połaniec, Polsko
- Vsetín, Česko
- Aleșd, Rumunsko